# Xã Poland, Quận Mahoning, Ohio
Xã Poland (tiếng Anh: Poland Township) là một xã thuộc quận Mahoning, tiểu bang Ohio, Hoa Kỳ. Năm 2010, dân số của xã này là 14.960 người.